# Ignacio Álvarez (rugbista)
Ignacio Álvarez (Uruguay, 28 de febrero de 2002) es un jugador profesional uruguayo de rugby que se desempeña en la posición de fullback en Peñarol Rugby, equipo perteneciente a la liga Super Rugby Américas.

## Carrera
Álvarez comenzó su carrera deportiva con el equipo Lobos. En 2024 se unió a Peñarol Rugby, disputando su primera temporada en la Super Rugby Américas. También fue parte de la Selección de rugby de Uruguay.